# هيزيسكيوس
هيزيسكيوس (بالفرنسية: Hézecques)‏ هي بلدية تقع في إقليم باد كاليه من منطقة نور با دو كاليه في شمال فرنسا. تبلغ مساحة هذه المدينة 4.93 (كم²)، وترتفع عن سطح البحر 84 م، يبلغ عدد سكانها 118 نسمة حسب إحصاء المعهد الوطني للإحصاء والدراسات الاقتصادية سنة 2009 م. وترأس Bernard Duquenne البلدية خلال فترة (2008-2014).